# ديريك إنرايت
ديريك إنرايت هو سياسي بريطاني، ولد في 2 أغسطس 1935 في Thornaby-on-Tees ‏ في المملكة المتحدة، وتوفي في 31 أكتوبر 1995. نشط حزبياً في حزب العمال. في انتخابات البرلمان الأوروبي 1979، انتخب عضو في البرلمان الأوروبي عن دائرة Leeds (European Parliament constituency) ‏ لترشحه ضمن قائمة حزب العمال، وقد انضم خلال فترته النيابية (17 يوليو 1979 – 23 يوليو 1984) للكتلة البرلمانية التحالف التقدمي للاشتراكيين والديمقراطيين وفي 1991 Hemsworth by-election ‏، انتخب عضو البرلمان الخمسون للمملكة المتحدة ‏ عن دائرة هيمسوورث وقد انضم خلال فترته النيابية ‏ (7 نوفمبر 1991 – 16 مارس 1992) للكتلة البرلمانية حزب العمال وفي الانتخابات العامة في المملكة المتحدة 1992 ‏، انتخب عضو البرلمان الحادي والخمسون للمملكة المتحدة ‏ عن دائرة هيمسوورث وقد انضم خلال فترته النيابية ‏ (9 أبريل 1992 – 31 أكتوبر 1995) للكتلة البرلمانية حزب العمال.